# 桃园街道 (涿州市)
桃园街道，是中华人民共和国河北省保定市涿州市下辖的一个乡镇级行政单位。

## 行政区划
桃园街道下辖以下地区：
南关社区、新安社区、桃园新村社区、中煤地社区、冠苑社区、仁和社区、华北铝社区、西后村、八家尧村、东庄头村、镇安寺村、包子铺村、半壁店村、西坛村、大马村、杨家庄村、太平庄村、西皋庄村、西皋村、忠义店村和下坡店村。